# جایزه صلح نوبل ۲۰۲۳
جایزهٔ صلحِ نوبلِ ۲۰۲۳ به نرگس محمّدی، فعال حقوق بشر ایرانی، «به‌خاطر مبارزه در برابر ستم بر زنان در ایران و تلاش برای تقویت حقوق بشر و آزادی برای همه» اهدا شد. او پس از شیرین عبادی (۲۰۰۳) دومین دریافت‌کنندهٔ ایرانی این جایزه است.
کمیته نوبل در اطلاعیه رسمی خود در روز اعطای جایزه اعلام کردند که این جایزه به خاطر مبارزه شجاعانه‌اش برای آزادی و حقوق بشر در طول سه دهه، و به خاطر به دست گرفتن رهبری موج جدیدی از اعتراضات در ایران، جنبش زن زندگی آزادی، به نرگس محمدی تعلق گرفته‌است.
خبر اعطای این جایزه در ۶ اکتبر ۲۰۲۳ توسط کمیته نوبل نروژ اعلام شد. این خبر در حالی اعلام شد که محمّدی هنوز در زندان بود. این اعلامیه با واکنش‌های گسترده شخصیت‌ها و نهادهای مختلف ایرانی و خارجی همراه شد. از جمله آنتونیو گوترش، دبیرکل سازمان ملل، جو بایدن، رئیس‌جمهور آمریکا و امانوئل مکرون، رئیس‌جمهور فرانسه، این جایزه را به محمدی تبریک گفتند. جمهوری اسلامی ایران، اهدای این جایزه به محمدی را محکوم کرد.

## پیش‌زمینه
نرگس محمدی یکی از مخالفان سرشناس نظام جمهوری اسلامی در ایران است و معتقد است که موجودیت این نظام باید به همه‌پرسی گذاشته شود. نرگس محمدی در حال حاضر در زندان اوین در ایران زندانی است اما از داخل زندان هم دست از تلاشش برای حقوق بشر و دموکراسی برنداشته است.
محمدی اگرچه سابقه بازداشت در اواخر دهه هفتاد شمسی را دارد اما بازداشت او در سال ۱۳۸۹ در مقام نایب رئیسی و سخنگویی کانون مدافعان حقوق بشر بود که نامش را بیش از پیش در کانون توجه قرار داد. محمدی در همان دوران علاوه بر کانون مدافعان حقوق بشر در شورای ملی صلح به عنوان رئیس هیئت اجرایی آن فعال شد و بعدها در کارزار «لغو گام به گام اعدام»، موسوم به «لگام» مشغول به فعالیت شد.

## نامزدی
کمیته نروژی جایزه نوبل روز چهارشنبه ۲۲ فوریه اعلام کرد که ۳۰۵ کاندید را برای دریافت جایزه نوبل صلح سال ۲۰۲۳ انتخاب کرده‌است. این لیست شامل ۲۱۲ فرد و ۹۳ نهاد بود. نام کسانی که برای دریافت نوبل صلح نامزد شدند برای ۵۰ سال مخفی می‌ماند اما کسانی که این افراد را پیشنهاد دادند مختارند نام آنها را فاش کنند.
به‌دنبال اعلام تعداد نامزدهای جایزه نوبل صلح ۲۰۲۳، خبرگزاری‌های بین‌المللی از مسیح علینژاد و نرگس محمدی، دو فعال مدنی ایرانی، به عنوان نامزدهای احتمالی این جایزه نام بردند. نرگس محمدی بیشتر نامزد جایزه صلح نوبل ۲۰۲۱ شده بود.

## مراسم اعلام جایزه
کمیته انتخاب جایزه صلح نوبل، صبح ۶ اکتبر در مقر این کمیته در اسلو پایتخت نروژ نام نرگس محمدی را به عنوان برنده نوبل صلح ۲۰۲۳ اعلام کرد. وقتی بریت ریس اندرسون، رئیس هیئت نروژی کمیته نوبل صلح در برابر خبرنگاران قرار گرفت تا نام برنده سال ۲۰۲۳ این جایزه را اعلام کند، ابتدا به زبان فارسی گفت «زن، زندگی، آزادی».
بریت ریس اندرسون گفت این جایزه به نرگس محمدی به خاطر مبارزه با ظلمی که بر زنان ایران می‌رود، مبارزه برای ارتقای حقوق بشر و دستیابی همه به آزادی اهدا می‌شود. او گفت که «مبارزه شجاعانه» نرگس محمدی با هزینه‌های شخصی بسیار زیادی همراه بوده‌است. حکومت او را در مجموع ۱۳ بار بازداشت و ۵ بار مجرم شناخته‌است و در مجموع ۳۱ سال زندان و به ۱۵۴ ضربه شلاق محکوم شده‌است.
رئیس هیئت نروژی کمیته نوبل صلح در اسلو به اعتراضات سال گذشته در ایران که در پی کشته‌شدن مهسا امینی در زمان بازداشت به‌وسیلهٔ گشت ارشاد به راه افتاد، اشاره کرد و گفت «با شعار «زن، زندگی، آزادی» صدها هزار ایرانی در تظاهرات مسالمت آمیز علیه خشونت و ظلم مقامات بر زنان شرکت کردند.»
این دومین بار در تاریخ است که یکی از شهروندان ایران به جایزه معتبر صلح نوبل دست پیدا می‌کند. این جایزه پیشتر به شیرین عبادی اهدا شده بود که از همکاران نرگس محمدی است.

## واکنش‌ها
اعطای جایزه نوبل صلح به نرگس محمدی، با استقبال گسترده در جهان از جمله فعالان حقوق در افغانستان، اوکراین، پاکستان و همچنین چهره‌های مخالف حکومت ایران روبرو شد. در میان رهبران جهان امانوئل مکرون، جو بایدن و اولاف شولتز اعطای این جایزه به خانم محمدی را ستودند.

### نرگس محمدی
نرگس محمدی در بیانیه‌ای که در روزنامه نیویورک تایمز و پس از اعلام نامش به عنوان برنده جایزه صلح نوبل منتشر شد، اعلام کرد دریافت جایزه صلح نوبل باعث می‌شود در مسیر پیش رو «مقاوم‌تر و بااراده‌تر» قدم بردارد. او در این بیانیه نوشته‌است «هرگز کوشش در جهت تحقق دموکراسی، آزادی و برابری را متوقف نخواهم کرد و مطمئنا جایزه صلح نوبل من را در این مسیر مقاوم‌تر، بااراده‌تر، امیدوارتر و مشتاق‌تر می‌کند و باعث می‌شود قدم‌هایم سریع‌تر شود.»

### خانواده
خانواده نرگس محمدی با صدور بیانیه‌ای اعطای جایزه صلح نوبل به وی را «لحظه‌ای تاریخی در مبارزه برای آزادی در ایران» خواندن و آن را به «همه ایرانیان و به ویژه زنان و دختران ایرانی که با شجاعت و مبارزه خود برای آزادی و برابری الهام‌بخش تمام جهان شده‌اند» تقدیم کردند.
تقی رحمانی، فعال سیاسی و همسر نرگس محمدی، دقایقی پس از اهدای نوبل صلح به نرگس محمدی، در خانه خود در پاریس به رویترز گفت که این جایزه همسرش را به مبارزه جسورانه تر تشویق می‌کند. علی رحمانی، پسر نرگس محمدی در پاریس گفت که به مادرش که هشت سال است او را ندیده‌است، «بسیار افتخار می‌کند.»
حمیدرضا محمدی، برادر نرگس محمدی که در نروژ زندگی می‌کند، به خبرگزاری آسوشیتد پرس گفت «این جایزه به این معناست که دنیا این جنبش را دیده‌است، هرچند تأثیری بر وضعیت در ایران نخواهد گذاشت. رژیم فشارش را بر مخالفان دوچندان خواهد کرد و فقط مردم را خرد خواهند کرد.»

### بین‌المللی

#### سازمان‌ها
آنتونیو گوترش، دبیرکل سازمان ملل متحد گفت اعطای این جایزه به نرگس محمدی نشان دهنده ادای احترام به تمام زنانی است که در راه مبارزه برای حقوق خود، آزادی، سلامتی و حتی جان خود را به خطر می‌اندازند. وی در بیانیه‌ای افزود «این جایزه یادآور مهمی است که موضوع حقوق زنان و دختران با سرکوب شدید از جمله آزار و اذیت مدافعان حقوق زنان در ایران و جاهای دیگر مواجه است.»
الیزابت تروسل، سخنگوی کمیساریای عالی حقوق بشر سازمان ملل، در بیانیه‌ای این جایزه را «به رسمیت شناختن شجاعت و اراده زنان ایرانی» دانست و گفت «این جایزه واقعاً نمایانگر شجاعت و اراده زنان در ایران است. آنان برای تمام دنیا الهام‌بخش محسوب می‌شوند.»
روبرتا متسولا، رئیس پارلمان اروپا، با تبریک به نرگس محمدی گفت «او از زندان، همراه با دیگر زنان و مردان مصمم و شجاع، به دفاع از آزادی، دموکراسی و برابری ادامه می‌دهد» اورزولا فن در لاین، رئیس کمیسیون اروپا، با تبریک جایزه صلح نوبل نرگس محمدی گفت «این مبارزه شجاعانه و شرافتمندانه زنان ایرانی را که تحت سرکوب هستند به رسمیت می‌شناسد.»
ینس استولتنبرگ، دبیرکل ناتو، در پستی در شبکه اجتماعی ایکس با تبریک جایزه صلح نوبل به نرگس محمدی گفت «شما در مبارزه با سرکوب زنان شجاع به خرج داده‌اید. حقوق بشر و آزادی برای همگان، برای صلح ضروری است.»
ماری لالور، گزارشگر ویژه حقوق بشر سازمان ملل، در پستی به زبان فارسی در شبکه اجتماعی ایکس نوشت «تبریک به نرگس محمدی برای جایزه صلح نوبل. حتی ۱۳ بار زندان و ۵ محکومیت به مجموعاً ۳۱ سال حبس، نتوانست او را از دفاع از حقوق بشر به ویژه حقوق زنان بازدارد. دولت ایران باید او را آزاد کند و از سرکوب مدافعان حقوق بشر دست بردارد.»
دیده‌بان حقوق بشر با انتشار بیانیه‌ای دریافت جایزه نوبل صلح امسال به نرگس محمدی را تبریک گفت. تیرانا حسن رئیس دیده‌بان حقوق بشر نیز با انتشار پیامی در شبکه اجتماعی توییتر سابق نوشت «تبریک به نرگس محمدی و هزاران زن، دختر و مردی که در مقابل رژیم ایران ایستادند و از حقوق بشر دفاع کردند.»
سیپری، انستیتو بین‌المللی پژوهش‌های صلح استکهلم با انتشار بیانیه‌ای، نرگس محمدی را فردی برجسته، شجاع و قهرمان توصیف کرد و افزود که او طی ۲۵ سال گذشته شخصیتی برجسته در جنبش حقوق بشر و برابری‌خواهی در ایران بوده‌است.
جاوید رحمان، گزارشگر ویژه حقوق بشر در ایران، دورثی استرادا- تنک، رئیس هیئت کارشناسان مستقل سازمان ملل در زمینه تبعیض علیه زنان و دختران و چهار عضو دیگر این هیئت در بیانیه مشترکی اعلام کردند «اعطای جایزه نوبل صلح ۲۰۲۳ به یک روزنامه‌نگار و فعال جسور حقوق زنان، تأکید بر مبارزه زنان علیه نظام‌های نهادینه تبعیض، تفکیک، تحقیر و محرومیت زنان در سراسر جهان است.»
کارشناسان سازمان ملل پنجشنبه ۲۰ مهر، خواستار آزادی فوری نرگس محمدی شدند، کسی که هفته گذشته جایزه صلح نوبل ۲۰۲۳ را دریافت نمود.

#### کشورها
ایالات متحده آمریکا از «شجاعت» نرگس محمدی تمجید کرد. آبرام پلی، نماینده ویژه آمریکا در امور ایران در پیامی در ایکس اعلام کرد «نرگس محمدی قهرمان بسیاری از مردم ایران و جهان است.» جو بایدن، رئیس‌جمهوری ایالات متحده آمریکا، در واکنش خواستار «آزادی فوری» او شد. رئیس‌جمهوری ایالات متحده حبس نرگس محمدی در زندان اوین تهران را «ناعادلانه» خواند. او همچنین از «شجاعت خلل‌ناپذیر» نرگس محمدی ستایش کرد.
کرملین اعلام کرد که روسیه «هیچ واکنشی» به جایزه صلح نوبل نرگس محمدی، ندارد. دیمیتری پسکوف، سخنگوی کرملین به خبرنگاران در پاسخ به سؤالی در این زمینه گفت «نه، ما هیچ واکنشی نداریم.»
گیلا گاملیل، وزیر اطلاعات اسرائیل به زبان عبری و فارسی در توییتر گفت «امروز از شنیدن برنده شدن جایزه صلح نوبل نرگس محمدی خرسند شدم.»
امانوئل ماکرون، رئیس‌جمهوری فرانسه، از انتخاب نرگس محمدی به‌عنوان برنده جایزه صلح نوبل استقبال و آن را «یک گزینه بسیار» قوی توصیف کرد.
حساب رسمی وزارت امور خارجه اتریش در شبکه اجتماعی ایکس با «تبریک صمیمانه» به نرگس محمدی نوشت: «این جایزه نشانه مهمی از حمایت از او و بسیاری دیگر است که در برابر تبعیض علیه زنان در ایران و برای ترویج حقوق بشر و آزادی برای همگان ایستادند.»
اولاف شولتس، صدراعظم آلمان، با انتشار پستی در حساب رسمی خود در شبکه اجتماعی ایکس جایزه صلح نوبل نرگس محمدی را تبریک گفت و نوشت «او ۱۳ بار دستگیر شد. مجموعاً به ۳۱ سال زندان محکوم شد. احترام من به نرگس محمدی برنده جایزه صلح نوبل امسال به خاطر شجاعت و مبارزه او برای حقوق زنان ایرانی». آنالنا بربوک، وزیر امور خارجه آلمان، در توئیتی به زبان فارسی گفت «اهدای جایزه صلح نوبل به نرگس محمدی و به این واسطه، به زنان ایران، نشان از قدرت زنان برای آزادی است.»
آلین برست، رئیس‌جمهوری سوئیس در توییتر گفت «حقوق بشر و دموکراسی تحت فشار فزاینده‌ای قرار دارد. زنان شجاعی مانند نرگس محمدی در ایران و سراسر جهان برای شنیدن صدایشان و رعایت حقوقشان مبارزه می‌کند. این جایزه نوبل پیامی روشن به نفع تعهد آن‌ها است.»

### ایران
۲۲ زندانی سیاسی از بند زنان اوین، طی نامه‌ای نوشتند که اهدای جایزه صبح نوبل ۲۰۲۳ به نرگس محمدی، ارج نهادن به سال‌ها فعالیت وی برای تحقق آزادی و برابری و رساندن صدای دادخواهی و حق‌طلبی ایرانیان به جهان است و گامی خواهد بود به سمت روشنایی هر چه بیشتر.» این نامه از سوی فریبا کمال‌آبادی، زهره سرو، شکیلا منفرد، محبوبه رضایی، نیلوفر حامدی، نسرین جوادی، آنیشا اسداللهی، نیلوفر بیانی، الهه محمدی، سپیده کشاورز، مریم حاجی‌حسینی، سروناز احمدی، مهوش عدالتی ناهید تقوی، سپیده قلیان، گلرخ ایرایی، سپیده کاشانی، زهرا توحیدی، هدی توحیدی، فائزه هاشمی، بهاره هدایت و مهوش ثابت امضا شده‌است.

#### چهره‌ها
ترانه علی‌دوستی، بازیگر سینما و کنشگر حوزه زنان، در واکنش به جایزه نوبل صلح نرگس محمدی نوشت «آزادی خواهد آمد. به گواه رد قدم‌هایی که زنی چون تو بر این خاک به جا گذاشت.» نازنین بنیادی، بازیگر، فعال حقوق بشر اعطای جایزه صلح نوبل به نرگس محمدی را تبریک گفت و نرگس محمدی را مدافع سرسخت و مقاوم حقوق بشر در ایران توصیف کرد و نوشت که او به دلیل شجاعت خود اینک در زندان به سر می‌برد.
زهرا رهنورد، از رهبران محصور جنبش سبز جایزهٔ نوبل نرگس محمدی را افزودن بر آبروی زنان ایران خواند و گفت «نرگس محمدی پس از سال‌ها مبارزه با ظلم و بیداد و تحمل رنج و زندان و دوری از همسر و فرزندان به این افتخار دست یافته‌است.» همچنین جمعی از نواندیشان دینی از جمله صدیقه وسمقی، محمدجواد اکبرین و حسن یوسفی اشکوری در یک پیام تبریک تلاش‌های وی در راستای ارتقای حقوق زنان را همچون نمادی برای جنبش زن، زندگی، آزادی دانسته و ابراز امیدواری کردند که این جایزه برای دیگر زنان مسلمان الهام‌بخش مبارزه علیه مردسالاری باشد.
رضا پهلوی، فرزند آخرین شاه ایران گفت «اعطای جایزه صلح نوبل امسال به نرگس محمدی قدردانی از جنبش زن، زندگی، آزادی و این مبارزه ملی برای آزادی است.» حامد اسماعیلیون اعطای جایزه صلح نوبل به نرگس محمدی را «مایه شادی و شادمانی» توصیف کرد و خطاب به نرگس محمدی نوشت «آنچه که از شما می‌توان آموخت پیگیری و استقامت در مبارزه است.» مسیح علی‌نژاد، روزنامه‌نگار و فعال مدنی، نوشت «نرگس عزیز! از دل زندان خامنه‌ای از دل یک حکومت ضدزن، جایزه صلح نوبل را دریافت کردی.»
شیرین عبادی برنده جایزه نوبل صلح سال ۲۰۰۳ در واکنش به خبر اعطای جایزه نوبل صلح امسال به نرگس محمدی نوشت: «پس از بیست سال، کمیته نوبل، بار دیگر یک ایرانی را برای اهدای جایزه برگزید. نرگس محمدی، سخنگوی شریف کانون مدافعان حقوق بشر، به درستی سزاوار دریافت این جایزه بود. او سال‌ها عمر و زندگی خود را برای مبارزه در راه آزادی‌خواهی، برابری طلبی و پاسداری از حقوق بشر صرف کرد، و امروز به جای این که بتواند دستاوردهای مبارزه‌اش را ببیند پشت میله‌های زندان است.»
شماری از زندانیان سیاسی از جمله مصطفی تاجزاده، امیرسالار داوودی، حسین رزاق، آرش کیخسروی، مهدی محمودیان، سعید مدنی، نوید میهن‌دوست و محمد نجفی در پیام مشترکی اهدای جایزه صلح نوبل به نرگس محمدی را «فرصتی نو برای تداوم تلاش‌های آزادی‌خواهانه به سوی کسب حق تعیین سرنوشت و تحقق آرمان‌های جنبش زن، زندگی، آزادی و ارتقای حقوق شهروندی و تعهد به حقوق بشر در راستای منافع ملی» خواندند.
آرش صادقی و آتنا دائمی، زندانیان سیاسی پیشین و فعالان حقوق بشر نیز دریافت جایزه صلح نوبل را به نرگس محمدی تبریک گفتند.
آتنا دائمی، فعال مدنی و زندانی سیاسی پیشین، هم با «تبریک اهدای جایزه صلح نوبل را به زنان مقاوم و مبارز» و «به نرگس محمدی و به خانواده‌اش»، در اینستاگرام نوشت: «بیش از ۴۴ سال از مبارزه بی‌امان زنان در برابر حکومت زن‌ستیز جمهوری اسلامی گذشته‌است و زنان بسیاری همچون ژینا (مهسا) امینی و آرمیتا گراوند قربانی ظلم و ستم جمهوری اسلامی برای دستیابی به ابتدایی‌ترین حقوق خود شده‌اند.»
مژگان افتخاری، مادر مهسا ژینا امینی با تأکید بر اینکه «نرگس محمدی الگوی شجاعت و افتخار ماست»، خواهان تلاش برای آزادی او و شنیده شدن صدای همه زنان ایران در جهان شد. همزمان جعفر پناهی و محمد رسول‌اف دو کارگردان سرشناس در پیام مشترکی اهدای جایزه صلح نوبل را به نرگس محمدی و «همه زنان آزادیخواه و شجاع ایران» تبریک گفتند و ابراز امیدواری کردند که «گوش‌های آرمیتا گراوند» نیز این سرود شادی را بشنود.

#### حکومت ایران
ناصر کنعانی، سخنگوی وزارت امور خارجه ایران اهدای جایزه نوبل صلح به محمدی را محکوم کرد و گفت «کمیته صلح نوبل، اقدام به اعطای جایزه صلح به شخصی کرده‌است که به دلیل نقض مکرر قوانین و ارتکاب اعمال مجرمانه محکوم شده‌است، این اقدام را حرکتی مغرضانه و سیاسی کاری دانسته و محکوم می‌کنیم.»
حسین امیرعبداللهیان، وزیر امور خارجه ایران در توییتی نوشت که قاسم سلیمانی «لایق‌ترین نماد صلح جهانی» است. کاظم غریب‌آبادی، دبیر ستاد حقوق بشر قوه قضائیه، جایزه نوبل صلح را یک «جایزه سیاسی» نامید که به ادعای او «بیشتر به یک حمایت مالی از اقدامات غیرقانونی برخی برندگان آن تبدیل شده‌است.»

#### رسانه‌های داخل ایران
خبر اهدای جایزه صلح نوبل به نرگس محمدی با سانسور گسترده رسانه‌های داخل ایران همراه شد. خبرگزاری‌های وابسته به جمهوری اسلامی و رسانه‌های داخلی به شکل کم‌سابقه‌ای، خبر اهدای جایزه صلح نوبل به نرگس محمدی را نادیده گرفتند.
جمهوری اسلامی و رسانه‌های وابسته با آن تلاش دارند اعطای این جایزه به نرگس محمدی را تخریب کنند. محسن برهانی، حقوقدان، هدف مواضع مقام‌های حکومتی و به ویژه صدا و سیمای جمهوری اسلامی پس از اهدای جایزه صلح نوبل به نرگس محمدی را «بی‌اعتبارسازی جایزه صلح نوبل» خواند.